# آشی‌بتسو، هوکایدو
آشی‌بتسو در استان هوکایدو در کشور ژاپن واقع شده‌است که دارای جمعیت ۱۸٬۳۱۰ نفر و مساحت ۸۶۵٫۰۲ کیلومتر مربع با تراکم جمعیت ۲۱٫۲ نفر در کیلومترمربع است و در تاریخ ۱ آوریل ۱۹۵۳ به عنوان شهر شناخته شد.